# Offensiva del Matanikau
L'Offensiva del Matanikau (a volte indicata come la Quarta Battaglia delle Matanikau), si è svolta nei primi quattro giorni del novembre 1942, tra i Marine americani e l'Esercito imperiale giapponese attorno al fiume Matanikau, durante la Campagna di Guadalcanal. L'azione è stata una delle ultime di una serie di impegni tra le forze statunitensi e giapponesi Matanikau vicino al fiume durante la campagna.